# Manduro
Manduro, född 19 mars 2002, död 27 juni 2020, var ett tyskfött engelskt fullblod, mest känd för att ha segrat i flera grupp 1-löp i Tyskland, samt för att ha kommit på första plats i World Thoroughbred Racehorse Rankings (2007).

## Bakgrund
Manduro var en svartbrun hingst efter Monsun och under Mandellicht (efter Be My Guest). Han föddes upp av Rolf Brunner och ägdes av Baron Georg von Ullmann, som var medlem av familjen Oppenheim, som äger Gestüt Schlenderhan, en av Tysklands äldsta stuterier. Baron von Ullmann, som även ägt Manduros far, hade tidigare nått avsevärda framgångar inom galoppsporten med flera olika hästar, bland annat en annan avkomma efter Monsun, Shirocco.
Manduro tränades inledningsvis av Peter Schiergen och senare av André Fabre.

## Karriär
Manduro sprang in totalt 1 439 896 euro på 18 starter, varav 10 segrar, 3 andraplatser och 4 tredjeplatser. Han tog karriärens största segrar i 
Preis des Winterfavoriten (2004), Preis der Deutschen Einheit (2005), Prix d'Harcourt (2006), Earl of Sefton Stakes (2007), Prix d'Ispahan (2007), Prince of Wales's Stakes (2007), Prix Jacques Le Marois (2007) och Prix Foy (2007).
Vid två och tre års ålder tävlade Manduro i Tyskland, och tränades då av Peter Schiergen. Som tvååring segrade han i Preis des Winterfavoriten och som treåring i Preis der Deutschen Einheit.

### Flytt till Frankrike
2006 flyttades han till Frankrike, där han kom att tränas av André Fabre. Han segrade bland annat i Prix d'Harcourt på Longchamp i Paris och slutade på andra plats och tredje plats i två, respektive tre grupp 1-löp.
Under 2007, då han reds av Stéphane Pasquier, var Manduro obesegrad i fem starter, och var även den dominerande hästen i Europa under större delen av året. Han vann tre stora löp i Frankrike och två i England, men skadades i årets upplaga av Prix Foy, något som avslutade hans tävlingskarriär.

### Som avelshingst
Efter tävlingskarriären stallades Manduro upp som avelshingst på Mohammed bin Rashid Al Maktoum Darley Stud 2008. Han var även verksam som avelshingst på andra stuterier och avled av en hjärtattack på Haras du Logis i Normandie den 27 juni 2020.

## Stamtavla
| Efter Monsun      | Königsstuhl | Dschingis Khan  | Tamerlane      |
| Efter Monsun      | Königsstuhl | Dschingis Khan  | Donna Diana    |
| Efter Monsun      | Königsstuhl | Konigskronung   | Tiepoletto     |
| Efter Monsun      | Königsstuhl | Konigskronung   | Kronung        |
| Efter Monsun      | Mosella     | Surumu          | Literat        |
| Efter Monsun      | Mosella     | Surumu          | Surama         |
| Efter Monsun      | Mosella     | Monasia         | Authi          |
| Efter Monsun      | Mosella     | Monasia         | Monacensia     |
| Undan Mandellicht | Be My Guest | Northern Dancer | Nearctic       |
| Undan Mandellicht | Be My Guest | Northern Dancer | Natalma        |
| Undan Mandellicht | Be My Guest | What a Treat    | Tudor Minstrel |
| Undan Mandellicht | Be My Guest | What a Treat    | Rare Treat     |
| Undan Mandellicht | Mandelauge  | Elektrant       | Dschingis Khan |
| Undan Mandellicht | Mandelauge  | Elektrant       | Elektra        |
| Undan Mandellicht | Mandelauge  | Mandriale       | Norfolk        |
| Undan Mandellicht | Mandelauge  | Mandriale       | Mariapolis     |